# Ministre de la Défense (Pakistan)

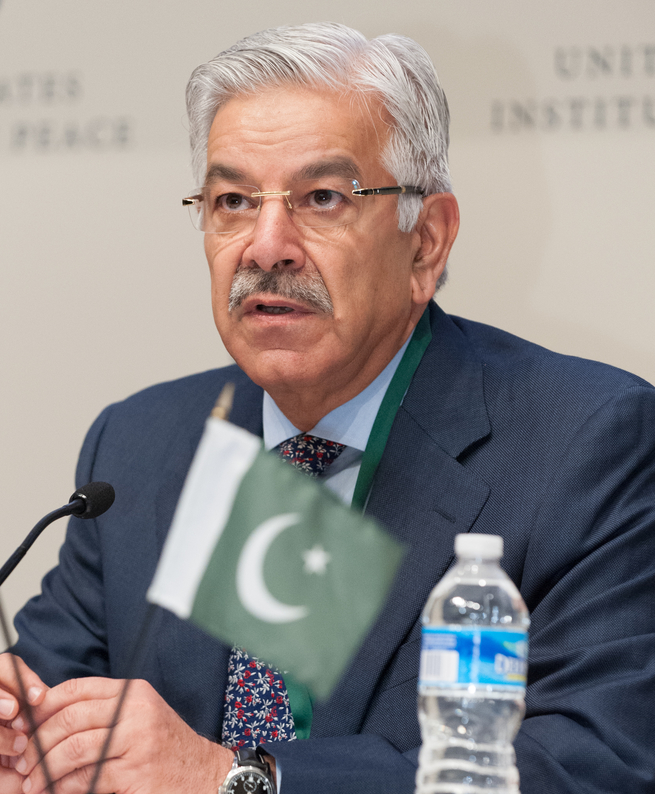
Khawaja Muhammad Asif, ministre de la Défense de 2013 à 2017.

Le ministre de la Défense du Pakistan est le poste dédié à la défense nationale au sein du gouvernement fédéral situé à Islamabad, responsable des forces armées. 
C'est un poste sensible au sein du pouvoir fédéral alors que l'armée pakistanaise dispose d'une grand pouvoir dans le pays. Ainsi, le ministre de la Défense ne dirige pas réellement l'armée, ayant beaucoup moins d'influence avec le chef d'état-major (Chief of Army Staff). 
Le poste a souvent été occupé par un Premier ministre en exercice voir par le chef de l'armée après des coups d’État. Muhammad Ayub Khan, le premier dirigeant militaire du pays, est celui qui a occupé le plus longtemps cette fonction en cumulant avec son poste de chef de l'armée. 

## Liste des ministres
| Nom                              | Début             | Fin               |
| -------------------------------- | ----------------- | ----------------- |
| 1. Liaquat Ali Khan              | 15 août 1947      | 16 octobre 1951   |
| 2. Khawaja Nazimuddin            | 24 octobre 1951   | 17 avril 1953     |
| 3. Muhammad Ali Bogra            | 18 avril 1953     | 24 octobre 1954   |
| 4. Muhammad Ayub Khan            | 25 octobre 1954   | 11 août 1955      |
| 5. Chaudhry Muhammad Ali         | 12 août 1955      | 12 septembre 1956 |
| 6. Huseyn Shaheed Suhrawardy     | 13 septembre 1956 | 18 octobre 1957   |
| 7. Mian Mumtaz Daultana          | 19 octobre 1957   | 18 décembre 1957  |
| 8. Feroz Khan Noon               | 19 décembre 1957  | 8 avril 1958      |
| 9. Muhammad Ayub Khuhro          | 9 avril 1958      | 7 octobre 1958    |
| 10. Muhammad Ayub Khan           | 28 octobre 1958   | 21 octobre 1966   |
| 11. Afzal Rahman Khan            | 22 octobre 1966   | 5 avril 1969      |
| 12. Muhammad Yahya Khan          | 6 avril 1969      | 20 décembre 1971  |
| 13. Zulfikar Ali Bhutto          | 24 décembre 1971  | 5 juillet 1977    |
| 14. Muhammad Zia-ul-Haq          | 14 janvier 1978   | 27 août 1978      |
| 15. Mir Ali Ahmed Khan Talpur    | 28 août 1978      | 26 février 1985   |
| 16. Muhammad Zia-ul-Haq          | 27 février 1985   | 24 mars 1985      |
| 17. Muhammad Khan Junejo         | 25 mars 1985      | 29 mai 1988       |
| 18. Mahmoud Haroon (intérim)     | 9 juin 1988       | 1er décembre 1988 |
| 19. Benazir Bhutto               | 4 décembre 1988   | 6 août 1990       |
| 20. Ghous Ali Shah               | 10 septembre 1991 | 17 juillet 1993   |
| 21. Aftab Shaban Mirani          | 19 octobre 1993   | 5 novembre 1996   |
| 22. Shahid Hamid (intérim)       | 6 novembre 1996   | 17 février 1997   |
| 23. Nawaz Sharif                 | 17 février 1997   | 12 octobre 1999   |
| 24. Pervez Musharraf             | 12 octobre 1999   | 23 novembre 2002  |
| 25. Rao Sikandar Iqbal           | 23 novembre 2002  | 15 novembre 2007  |
| 26. Salim Abbas Jilani (intérim) | 16 novembre 2007  | 25 mars 2008      |
| 27. Ahmad Mukhtar                | 31 mars 2008      | 3 juin 2012       |
| 28. Naveed Qamar                 | 4 juin 2012       | 15 mars 2013      |
| 29. Mir Hazar Khan Khoso         | 5 avril 2013      | 4 juin 2013       |
| 30. Nawaz Sharif                 | 7 juin 2013       | 26 novembre 2013  |
| 30. Khawaja Muhammad Asif        | 27 novembre 2013  | 28 juillet 2017   |
| 31. Khurram Dastgir Khan         | 4 août 2017       | 18 août 2018      |
| 32. Pervez Khattak               | 30 août 2018      | 10 avril 2022     |
| 33. Khawaja Muhammad Asif        | 19 avril 2022     | en fonction       |